# Pilar Llaneza Alcalde
Pilar Llaneza Alcalde (Barruelo de Santullán, província de Palència, gener de 1913 - València, Horta de València, 1983) fou comunista i activista política espanyola.
De família de miners socialistes d'Astúries. Neboda de Manuel Llaneza Zapico, fundador i principal dirigent del sindicat miner SOMA-UGT. Filla del seu germà Àngel i de Sofía Alcalde. Foren vuit germans i ella és la major. Els germans són: Aurora, Vicente, Julia, Àngel (ferit en el front de Terol i mort a l'hospital després del bombardeig franquista), Sofía, Hermógenes i Paula. Casada amb el metge valencià Manuel Martínez Iborra, secretari general de la FUE de Medicina, de la FUE de València i posteriorment president de la Unió Federal d'Estudiants Hispans (UFEH), associació a què va proposar, durant el Congrés de Sevilla, i va estar aprovada, la Declaració Antifeixista de la FUE a l'ascens de Hitler. Martínez Iborra també va estar afiliat al Partit Comunista.